# Lamberto II de Spoleto
Lamberto de Spoleto (?–15 de octubre de 898) fue duque de Spoleto (Lamberto II, 894–898), Rey de Italia (892–898) y emperador carolingio o de Occidente (894-898). Era hijo de Guido de Spoleto. 
Estuvo asociado con su padre, como rey y emperador, desde abril de 892 en Pavía. Cuando su padre murió en 894, reinó en solitario y le sucedió en el Ducado de Spoleto. 
Tuvo que hacer frente a las pretensiones de Berengario del Friul y Arnulfo de Carintia que deseaban obtener el Reino de Italia.
Fue coronado por el Papa Formoso en 894 como Emperador Carolingio gracias a los esfuerzos políticos de su padre Guido. Por las malas relaciones con el Papa es destituido del cargo en favor de Arnulfo de Germania (896). Tras morir éste, Lamberto entra en Roma con un ejército y empieza su venganza contra el ya difunto Papa Formoso. Hace que sea desenterrado en presencia del nuevo Papa Esteban VI, y realiza un juicio macabro en el que el difunto Papa es declarado indigno y nulo su pontificado y arroja sus restos al Tíber.
En el año 898 Lamberto fue derrotado por su rival Berengario, y después de la batalla murió asesinado. Existen otras teorías que afirman que murió en un accidente de equitación.
Los sucesos acaecidos con el Papa Formoso fueron tan vergonzosos que nadie se atrevió a reclamar el título de Emperador Carolingio hasta la llegada de Otón I, rebautizado como Emperador del Sacro Imperio Romano Germánico.